# 플린트셔

플린트셔

플린트셔(영어: Flintshire, 웨일스어: Sir y Fflint 시르어플린트)는 웨일스 북동부에 위치한 주급 자치시로 행정 중심지는 몰드이며 면적은 438km2, 인구는 152,500명(2011년 기준), 인구 밀도는 342명/km2이다. 동쪽으로는 잉글랜드, 남쪽으로는 렉섬 자치시, 서쪽으로는 덴비셔와 접한다.